# Musgraviella
Musgraviella är ett släkte av insekter. Musgraviella ingår i familjen dvärgstritar.
Kladogram enligt Catalogue of Life:
| Musgraviella | \| \| Musgraviella tasmaniensis \| \| \| \| \| \| Musgraviella tricornis \| \| \| \| |
|              | \| \| Musgraviella tasmaniensis \| \| \| \| \| \| Musgraviella tricornis \| \| \| \| |
|              | Musgraviella tasmaniensis                                                            |
|              |                                                                                      |
|              | Musgraviella tricornis                                                               |
|              |                                                                                      |